# 1. slovenska futsal liga
Prva slovenska futsal liga (krajše 1. SFL) je najpomembnejše klubsko futsal tekmovanje v Sloveniji, ki poteka od sezone sezone 1995/96. Tekmovanje poteka pod okriljem NZS.
V ligi trenutno sodeluje 10 klubov, ki se merijo po dvokrožnem sistemu, ligaško tekmovanje pa se sklene s končnico. V četrtfinale napreduje osem najboljših zasedb rednega dela. Prvak futsal lige si zagotovi udeležbo na mednarodnem prizorišču. Pripada mu mesto v kvalifikacijah za Ligo prvakov. Zadnjeuvrščena ekipa 1.SFL po rednem delu izpade v nižji rang tekmovanja, v 2. SFL. Predzadnja ekipa rednega dela igra dodatne kvalifikacije za prvoligaški status z drugouvrščenim 2.SFL, prvak 2.SFL pa napreduje v 1.SFL. 
Aktualni prvak je Dobovec Pivovarna Kozel.

## Zgodovina

### 1984–1995
Zgodovina Slovenskega futsala sega v leto 1984. Takrat so se začela tekmovanja po turnirskem sistemu. Prvi naslov prvaka je osvojila ekipa Talci iz Maribora. Prvaki so bili še naslednji dve sezoni, pod imenom - Surovina Talci, skupno pa najuspešnejša slovenska futsal ekipa, s petimi naslovi državnega prvaka (1984/85, 1985/86, 1986/87, 1989/90, 1994/95). Vuko Ljubljana je vrh osvojil štirikrat (1988/89, 1990/91, 1991/92, 1992/93). Naslov prvaka sta osvojila še: Koper, pod imenom Tutti Frutti Sonček Koper (1987/88) in Sportklu Velenje (1993/94). 

### 1995–danes
Začetki tekmovanja, kot ga spremljamo sedaj, segajo v leto 1995. Državno prvenstvo se je preoblikovalo v ligaško tekmovanje najboljših ekip v Sloveniji. Imenovalo se je Slovenska liga malega nogometa - SLMN. Uvodno, prvo sezono v prvi futsal ligi je osvojil naslov državnega prvaka Juventus z enakim številom točk (43) kot drugouvrščeni Vuko, toda z boljšim količnikom z medsebojnih srečanj. Tretji so bili Škofljeločani, ki so imeli tudi najboljšega strelca, Simona Bogoviča (26 golov). Litijani so bili četrti, Mariborčani pa peti. Šesto mesto je dosegel Poetovio, sedmo Interier, osmo pa Alples (kasneje Domel) iz Železnikov. Iz prve lige sta izpadla devetouvrščeni Hlapi in Bronx, ki je zapustil tekmovanje tri kroge pred koncem.
V naslednji sezoni je do prvega naslova prišla Litija, ki je igrala po imenom Assaloni Cosmos, ekipo pa sta vodila Mike Lojze Jamnik in Janez Tišler. To je bil prvi od desetih naslovov Litijanov, ki so bili prvaki še leta 1999, 2001, 2002, 2003, 2004, 2005, 2011, 2012, 2013. V sezoni 1997/98 je naslov spet pristal ob Savi, a se je preselil nekoliko vzhodneje po toku navzdol. Prvič so naslov slavili v Sevnici, Mizarstvo Krošelj je s prvim strelcem Danilom Kurnikom pokorilo konkurenco, Litijani so bili srebrni, Poetovio Mila pa tretji. Naslov so Litijani vrnili že v naslednji sezoni (1998/99). Na prelomu tisočletja smo dobili novega prvaka. Zlato so osvojili igralci celjskega EM Pelikana, za katerega je igral tudi sedanji selektor članske reprezentance Andrej Dobovičnik,
Temu je sledilo pet sezon dominacije Litijanov, ki so menjali le ime. V sezoni 2000/01 so bili najboljši z imenom Lesna Industrija Litija, potem pa štirikrat pod nazivom Svea Lesna Litija. V sezoni 2000/01 so za sabo pustili Sevničane, potem pa po dvakrat Puntar Alpkomerc (2002, 2004) in Gip Beton MTO (2003, 2005). Prelom z zgodovino se je zgodil leta 2006. Prevlado Litije je ustavilo prav Zagorje, ki je v finalu porazilo Goričane, začela pa se je era, ko smo v petih letih dobili kar štiri različne prvake. V sezoni 2005/06 se je tekmovanje iz SLMN preimenovalo v SFL, torej Slovensko futsal ligo. Prvak je postal Gip Beton MTO s trenerjem Mitjo Jontezom. Leto za tem je na svoj račun prišlo Posočje, sploh prvič v zgodovini 1. SFL pa se je naslov preselil na zahod države. Puntar Mercator je v finalu sezone 2006/07 premagal Zagorjane.
Očitno se je lovorika državnega prvaka tako dobro počutila na zahodu, zato je tam ostala vključno s sezono 2009/10. Po zmagoslavju Puntarja je leta 2008 sploh prvenec med naslovi zabeležila še Gorica, ki je ugnala Sveo. Leta 2009 je drugo prvenstveno zvezdico zabeležil Puntar Casino Safir. Leta 2010 je bilo prelomno za Oplast iz Kobarida, ki je po epskem posoškem finalu, imenovanem tudi posoški el Classico, prvič postal državni prvak. Med letoma 2011 in 2013 je Litija trikrat prišla na sam vrh, po vrsti pa je v finalnih tekmah premagala KMN Puntar (2010/11), KMN Oplast Kobarid (2011/12) in Dobovec Trgovine Jager (2012/13). Oplast je leta 2014 z delnim izidom 3:0 v zmagah stopil prednost Litije, ki je imela po dveh domačih tekmah prednost 2:0. A to ni bilo dovolj, da bi slavili. Oplast je prišel do druge lovorike. V zadnjih dveh sezonah smo na seznam prvakov dodali še dve imeni: najprej je Dobovec Pivovarna Kozel odpravil Oplast, letos pa Proen Maribor Litijo.

## Sodelujoči klubi v sezoni 2018/19
| Ekipa                   | Lokacija       | Dvorana                             | Kapaciteta1 |
| ----------------------- | -------------- | ----------------------------------- | ----------- |
| Benedikt                | Benedikt       | Športna dvorana Benedikt            | 650         |
| Bronx Škofije           | Škofije        | Športna dvorana Burja               | 700         |
| Dobovec Pivovarna Kozel | Rogatec        | Športna dvorana Rogatec             | 600         |
| Litija                  | Litija         | Športna dvorana Litija              | 1,500       |
| Oplast Kobarid          | Kobarid        | Športna dvorana Kobarid             | 500         |
| Futurenet Maribor       | Maribor        | Športna dvorana Tabor               | 3,800       |
| Ivančna Gorica          | Ivančna Gorica | Dvorana srednje šole Josipa Jurčiča |             |
| Sevnica                 | Boštanj        | Športna dvorana Sevnica             | 1,000       |
| Stripy                  | Škofja Loka    | Športna dvorana Trata               | 350         |
| Zavas Siliko            | Vrhnika        | ŠD Antona Slomška                   | 500         |

1Nekatere dvorane imajo tudi stojišča.

## Statistika

### Naslovi prvaka po sezonah
Neuradne sezone
| Sezona  | Št. ekip | Prvak                         |
| ------- | -------- | ----------------------------- |
| 1984/85 | 10       | Talci Maribor                 |
| 1985/86 | 10       | Surovina Talci Maribor        |
| 1986/87 | 10       | Surovina Talci Maribor        |
| 1987/88 | 10       | Tutti Frutti Sonček Koper     |
| 1988/89 | 10       | Vuko Ljubljana                |
| 1989/90 | 10       | Surovina Branik Talci Maribor |
| 1990/91 | 10       | Vuko Ljubljana                |
| 1991/92 | 10       | Vuko Ljubljana                |
| 1992/93 | 10       | Vuko Ljubljana                |
| 1993/94 | 10       | Sportklub Velenje             |
| 1994/95 | 10       | Mila Branik Talci             |

Uradne sezone pod okriljem NZS
| Sezona  | Št. ekip | Prvak                     |
| ------- | -------- | ------------------------- |
| 1995/96 | 10       | Mila Juventus Šentjur     |
| 1996/97 | 10       | Assaloni Cosmos Litija    |
| 1997/98 | 10       | Mizarstvo Krošelj Sevnica |
| 1998/99 | 10       | Assaloni Cosmos Litija    |
| 1999/00 | 10       | EM Pelikan Celje          |
| 2000/01 | 10       | Lesna Industrija Litija   |
| 2001/02 | 10       | Svea Lesna Litija         |
| 2002/03 | 10       | Svea Lesna Litija         |
| 2003/04 | 10       | Svea Lesna Litija         |
| 2004/05 | 10       | Svea Lesna Litija         |
| 2005/06 | 10       | GIP Beton MTO Zagorje     |

| Sezona  | Št. ekip | Prvak                      |
| ------- | -------- | -------------------------- |
| 2006/07 | 10       | Puntar Mercator Tolmin     |
| 2007/08 | 10       | Gorica                     |
| 2008/09 | 10       | Puntar Casino Safir Tolmin |
| 2009/10 | 10       | Oplast Kobarid             |
| 2010/11 | 10       | Litija                     |
| 2011/12 | 10       | Predilnica Litija          |
| 2012/13 | 9        | Predilnica Litija          |
| 2013/14 | 10       | Oplast Kobarid             |
| 2014/15 | 10       | Dobovec Pivovarna Kozel    |
| 2015/16 | 10       | Proen Maribor              |
| 2016/17 | 10       |                            |

### Naslovi prvaka po klubih
| Klub                        | Št. naslovov | Sezona                                                     |
| --------------------------- | ------------ | ---------------------------------------------------------- |
| Predilnica Litija           | 10           | 1997, 1999, 2001, 2002, 2003, 2004, 2005, 2011, 2012, 2013 |
| Talci Maribor               | 5            | 1985, 1986, 1987, 1990, 1995                               |
| Vuko Ljubljana              | 4            | 1989, 1991, 1992, 1993                                     |
| Puntar Tolmin               | 2            | 2007, 2009                                                 |
| Oplast Kobarid              | 2            | 2010, 2014                                                 |
| Tutti Frutti Sonček Koper   | 1            | 1988                                                       |
| Sportklub Velenje           | 1            | 1994                                                       |
| Juventus Šentjur            | 1            | 1996                                                       |
| Mizarstvo Krošelj Sevnica   | 1            | 1998                                                       |
| Pelikan Celje               | 1            | 2000                                                       |
| GIP Beton MTO Zagorje       | 1            | 2006                                                       |
| KMN Gorica                  | 1            | 2008                                                       |
| KMN Dobovec Pivovarna Kozel | 1            | 2015                                                       |
| Preoen Maribor              | 1            | 2016                                                       |

### Najboljši strelci po sezonah
| Sezona  | Št. zadetkov | Nogometaš                 | Klub                         |
| ------- | ------------ | ------------------------- | ---------------------------- |
| 1995/96 | 26           | Simon Bogovič             | KMN Marmor Hotavlje          |
| 1996/97 | 27           | Janko Dolenc              | Mizarstvo Krošelj Sevnica    |
| 1997/98 | 25           | Danilo Kurnik             | Talci Maribor                |
| 1998/99 | 24           | Kristjan Stojko           | KMN Meteorplast Ljutomer     |
| 1999/00 | 23           | Franc Rozman              | Mizarstvo Krošelj Sevnica    |
| 2000/01 | 29           | Senudin Džafič            | Lesna Industrija Litija      |
| 2001/02 | 30           | Valdi Lakošeljac          | FC Bronx Škofije             |
| 2002/03 | 29           | Tomi Horvat               | Svea Lesna Litija            |
| 2003/04 | 38           | Tomi Horvat               | Svea Lesna Litija            |
| 2004/05 | 33           | Tomi Horvat               | Svea Lesna Litija            |
| 2005/06 | 26           | Edis Čauševič Peter Stres | Tomi Press Bronx KMN Dobovec |

| Sezona  | Št. zadetkov | Nogometaš        | Klub                    |
| ------- | ------------ | ---------------- | ----------------------- |
| 2006/07 | 21           | David Šnofl      | GIP Beton MTO           |
| 2007/08 | 22           | Igor Osredkar    | Svea Lesna Litija       |
| 2008/09 | 30           | Rade Rusmir      | Živex Pekarna Duh       |
| 2009/10 | 39           | Marko Hrvatin    | KMN Izola               |
| 2010/11 | 28           | Igor Osredkar    | Predilnica Litija       |
| 2011/12 | 21           | Blaž Metulj      | KMN Nazarje Glin        |
| 2012/13 | 29           | Jani Ručna       | Oplast Kobarid          |
| 2013/14 | 22           | Jaka Sovdat      | Oplast Kobarid          |
| 2014/15 | 32           | Rok Mordej       | Dobovec Pivovarna Kozel |
| 2015/16 | 37           | Denis Totošković | Proen Maribor           |
| 2016/17 |              |                  |                         |

## Povezave
- Uradna spletna stran na NZS
- Vseslovenski medij malega nogometa vključno s futsalom